# La Périchole
La Périchole (a veces traducida al español como La Perichola) es una opereta en tres actos compuesta por Jacques Offenbach sobre un libreto en francés de Henri Meilhac y Ludovic Halévy, basado en la novela Le Carrosse du Saint-Sacrement de Prosper Mérimée. Se estrenó en una versión en dos actos el 6 de octubre de 1868, en el Théâtre des Variétés de París.
La Périchole es una adaptación francesa del apodo que se le daba a Micaela Villegas (1748–1819), más conocida como La Perricholi, popular actriz y amante de Manuel de Amat y Juniet, virrey del Perú entre 1761 y 1776. El origen de este apodo, tal vez en forma errónea, se ha considerado como la unión de las palabras "perra" y "chola", proferidas por el virrey Amat hacia Micaela en un momento de ira. Sin embargo, se considera que el origen de este apelativo se debería, más bien, a una expresión de cariño en la lengua materna del virrey, es decir, en catalán: "petita chola", lo cual significa, en español, "cholita".
La opereta fue estrenada en una versión en dos actos el 6 de octubre de 1868, en el Théâtre des Variétés de París, con la soprano Hortense Schneider en el papel principal y José Dupuis como Piquillo. La versión en tres actos y cuatro cuadros, tal como se la conoce hoy, fue estrenada en el mismo teatro el 25 de abril de 1874, con la misma Schneider como protagonista.
Según la base de datos Operabase, La Périchole se representó 24 veces en el período 2005-2010, siendo la 17.ª de Francia y la 5.ª de Offenbach.

## Personajes
| Personaje                                                | Tesitura     | Reparto el 6 de octubre de 1868 Director: Jacques Offenbach | Reparto el 25 de abril de 1874 Director: Jacques Offenbach |
| -------------------------------------------------------- | ------------ | ----------------------------------------------------------- | ---------------------------------------------------------- |
| La Périchole (una cantante callejera)                    | mezzosoprano | Hortense Schneider                                          | Hortense Schneider                                         |
| Piquillo (un cantante callejero)                         | tenor        | José Dupuis                                                 | José Dupuis                                                |
| Don Andrés de Ribeira (Virrey del Perú)                  | barítono     | Pierre-Eugène Grenier                                       | Pierre-Eugène Grenier                                      |
| Don Miguel de Panatellas (Primer Caballero del Tribunal) | tenor        | Christian                                                   | Louis Baron                                                |
| Don Pedro de Hinojosa (Gobernador de Lima)               | barítono     | Lecomte                                                     | Léonce                                                     |
| Guadalena (la primera "Prima")                           | soprano      | Legrand                                                     | J Grandville                                               |
| Berginella (la segunda "Prima")                          | soprano      | Carlin                                                      | Lina Bell                                                  |
| Mastrilla (la tercera "Prima")                           | mezzosoprano | C. Renault                                                  | Schweska                                                   |
| Marqués de Tarapote (Gran Chambelán)                     | actor        | Charles Blondelet                                           | Charles Blondelet                                          |
| Manuelita (una dama de la Corte)                         | soprano      | Julia H                                                     | Martin                                                     |
| Ninetta (una dama de la Corte)                           | soprano      | Benard                                                      | Valpre                                                     |
| Brambilla (una dama de la Corte)                         | mezzosoprano | Gravier                                                     | Lavigne                                                    |
| Frasquinella (una dama de la Corte)                      | mezzosoprano | A Latour                                                    | Julia                                                      |
| Primer Notario                                           | tenor        | Bordier                                                     | Bordier                                                    |
| Segundo Notario                                          | tenor        | Horton                                                      | Monti                                                      |
| Marqués de Santarem (viejo prisionero)                   | rol hablado  |                                                             | Daniel Bac                                                 |
| El carcelero                                             | rol hablado  |                                                             | Coste                                                      |

## Argumento
Piquillo y la Périchole, dos cantantes callejeros con voces encantadoras, pero muy pobres, han llegado a Lima durante el cumpleaños del Virrey. Este día se celebraba con buena voluntad por parte del pueblo, al que se le permitía beber "tragos gratis" que conseguían en sus tabernas preferidas o en la de "Las tres primas", llamada así por las muy astutas doncellas que estaban a cargo del negocio. El Gobernador de Lima y el Conde Panatellas estaban entre la multitud disfrazados para ver la gran celebración. El Virrey también se paseaba por la ciudad, irreconocible según él, aunque fácil de distinguir.
Piquillo y la Périchole (devotamente inseparables, aunque sin poder casarse por ser muy pobres) están casi muriendo de hambre por el poco éxito obtenido tras haber cantado en la plaza pública. Piquillo se aleja para ir a cantar a otro lugar, mientras que la Périchole ya agotada, intenta dormir en una de las bancas de la plaza. El Virrey la ve allí y queda impresionado por su belleza. Cuando ella despierta, él le pide que la siga hasta el palacio donde será la favorita del Virrey. Como esa petición venía de tal persona (siendo casi una orden), ella no puede sino acatar y ver (en su desesperación y por ingenuidad) que podría escapar de todas las malignas consecuencias y beneficiarse a sí misma y a su amante. Envía una carta de explicación a Piquillo y luego se va a cenar con el Virrey. Este caballero, sin embargo, recuerda una antigua ley que prohíbe que las señoritas que nos están casadas vivan en la parte de su palacio; para evadir esta ley, sus ministros buscan enseguida algún infeliz para que se "casara y divorciara" de la Périchole.
Este sutil plan es muy complejo para la comprensión de Piquillo, quien al recibir la carta de su amante, celoso y miserable, malentendiendo el mensaje, procede a ahorcarse. Sin embargo, es rescatado por Panatellas, quien gracias a una buena cena y varias copas de vino, lo alienta a casarse en vez de matarse. La Périchole también es sorprendida por la inusitada sorpresa, y la embriagada pareja es casada por dos embriagados notarios, siendo la dama la única que sabe con quién se está casando.
Habiéndose terminado la ceremonia, se dirigen al palacio con todos, igual de embriagados, excepto Piquillo que está muy alejado del grupo. Habiendo acabado los efectos del vino, todos se reúnen por la mañana, cuando Piquillo comprende, con mucho asombro que se ha casado y con la favorita del Virrey.
Piquillo es metido en prisión, donde es visitado por la Périchole. Él está completamente indignado y son necesarias todas las habilidades de la Périchole, para que con su torpeza e ira, Piquillo no estropee todo el plan de escape que tiene preparado. Se las arreglan para escapar y hacen su aparición en la plaza, donde el Virrey y sus seguidores los encuentran. Recurriendo a lo mejor de si, ella consigue para ambos la libertad de marcharse, no sólo habiéndose casado sin costo alguno, sino que también con una abundante cantidad de oro y joyas como regalo del Virrey.

## Números musicales
- Obertura

PRIMER ACTO
- 1a. Coro de fiesta - Du vice-roi c'est aujourd'hui la fête...
- 1b. Canción de las Tres Primas - Promptes à servir la pratique...
- 1bis. Repetición del Coro - Ah! qu'on y fait gaiement glou, glou...
- 2a - Coro - C'est lui, c'est notre vice-roi...
- 2b. Cuplés del Incógnito - Sans en rien souffler à personne...
- 3. Marcha india y entrada de los cantantes.
- 4. Complainte: "El español y la joven india" - Le conquérant dit a la jeune indienne...
- 5. Seguidilla: "El arriero y la joven" - Vous a-t-on dit souvent...
- 6. Coro de los saltimbanquis - Levez-vous et prenez vos rangs...
- 7. La carta de la Périchole - O mon cher amant, je te jure...
- 7bis. Melodrama.
- 8a. Coro y dúo de los Notarios - Holà, hè! holà! de là-bas...
- 8b. Arietta de la Embriaguez - Ah! quel diner je viens de faire...
- 8c. Dúo del Matrimonio - Je dois prévenir, Madame...
- 8d. Final y marcha de los palanquines - Qu'on se hâte et qu'on les marie...

SEGUNDO ACTO
- 9. Entreacto.
- 10. Canción de las damas de la Corte - Cher Seigneur, revenez a vous!
- 11. Cancan - Cuplés - On vante partout son sourire...
- 12. Coro de Señores - Quel marché de bassesse...
- 13. Cuplés: "Les femmes, il n'y a qu'ça" - Et là, maintenant que nous sommes...
- 14a. Coro de la Presentación - Nous allons donc voir un mari...
- 14b. Cuplés: "¡Ah! que les hommes sont bêtes!" - Que veulent dire ces colères...
- 14c. Rondó de bravura - Ecoute, ô Roi, je te présente...
- 14d. Galop del Arresto - Sautez dessus! sautez dessus!
- 14e. Rondó de los maridos recalcitrantes - Conduisez-le, bons courtisans...

TERCER ACTO
PRIMER CUADRO
- Entreacto.
- 15. Cuplés-Bolero - Les maris courbaient la tête...
- 16. Aire - On me proposait d'être infame...
- 16bis. Melodrama.
- 17a. Dúo - Dans ces couloirs obscurs...
- 17b. Cuplés de la Confesión - Tu n'es pas beau, tu n'es pas riche...
- 18. Trío del Carcelero Alegre - Je suis le plus joli geôlier...
- 19. Trío de la Prisión - Roi pas plus haut qu'une botte...
- 19bis. Melodrama.
- 20. Final - Je t'adore si je suis folle...

SEGUNDO CUADRO
- Entreacto.
- 21a. Coro de los Patrullas - En avant, en avant! soldats...
- 21b. Vals-Arietta de las Tres Primas - Pauvres gens, où sont-ils?
- 21c. Ensemble. Les bandits sont partis...
- 21bis. Melodrama.
- 22. Complainte de los amantes - Ecoutez peupl' d'Amérique...
- 23. Final - Tous deux au temps de peine...